# Ministerrat der DDR (1971–1976)
Die Regierung amtierte vom 29. November 1971 bis zum 1. November 1976.
| Amt                                                           | Name | Partei                                | Staatssekretär                                                              | Partei |
| Ministerratsvorsitzender                                      | Willi Stoph bis 3. Oktober 1973 | SED                                   | Rudolf Rost Leiter des Büros des Ministerrats bis 1975                      | SED    |
| Ministerratsvorsitzender                                      | Horst Sindermann ab 3. Oktober 1973 | SED                                   | Rudolf Rost Leiter des Büros des Ministerrats bis 1975                      | SED    |
| Ministerratsvorsitzender                                      | Horst Sindermann ab 3. Oktober 1973 | SED                                   | Harry Möbis Leiter der Arbeitsgruppe Organisation und Inspektion            | SED    |
| Erster Stellvertreter des Ministerratsvorsitzenden            | Horst Sindermann bis 3. Oktober 1973 | SED                                   |                                                                             |        |
| Erster Stellvertreter des Ministerratsvorsitzenden            | Günter Mittag ab 3. Oktober 1973 | SED                                   | Kurt Kleinert Leiter des Sekretariats des Ministerrates ab 14. Februar 1974 | SED    |
| Erster Stellvertreter des Ministerratsvorsitzenden            | Alfred Neumann | SED                                   |                                                                             |        |
| Stellvertreter des Ministerratsvorsitzenden                   | Kurt Fichtner bis 14. Februar 1974 Manfred Flegel Wolfgang Rauchfuß Gerhard Schürer Rudolph Schulze Werner Titel † 25. Dezember 1971 Hans Reichelt ab 9. März 1972 Gerhard Weiss Herbert Weiz Kurt Wünsche bis 16. Oktober 1972 Hans-Joachim Heusinger ab 16. Oktober 1972 Günther Kleiber | SED NDPD SED CDU DBD DBD SED LDPD SED |                                                                             |        |
| Minister für Auswärtige Angelegenheiten                       | Otto Winzer bis 20. Januar 1975 | SED                                   | Ernst Scholz bis 1973                                                       | SED    |
| Minister für Auswärtige Angelegenheiten                       | Otto Winzer bis 20. Januar 1975 | SED                                   | Oskar Fischer 1973 bis 20. Januar 1975                                      | SED    |
| Minister für Auswärtige Angelegenheiten                       | Oskar Fischer | SED                                   | Herbert Krolikowski ab 1975                                                 | SED    |
| Minister des Inneren                                          | Friedrich Dickel | SED                                   | Herbert Grünstein bis September 1973                                        | SED    |
| Minister des Inneren                                          | Friedrich Dickel | SED                                   | Ewald Eichhorn ab September 1973                                            | SED    |
| Minister für Nationale Verteidigung                           | Heinz Hoffmann | SED                                   |                                                                             |        |
| Minister der Finanzen                                         | Siegfried Böhm | SED                                   | Horst Kaminsky bis 14. Februar 1974                                         | SED    |
| Minister der Finanzen                                         | Siegfried Böhm | SED                                   | Werner Schmieder ab 14. Februar 1974                                        | SED    |
| Ministerin für Volksbildung                                   | Margot Honecker | SED                                   | Werner Lorenz                                                               |        |
| Minister für Kultur                                           | Klaus Gysi bis 31. Januar 1973 | SED                                   | Dieter Heinze                                                               | SED    |
| Minister für Kultur                                           | Hans-Joachim Hoffmann ab 31. Januar 1973 | SED                                   | Kurt Löffler                                                                | SED    |
| Vorsitzender der Staatlichen Plankommission                   | Gerhard Schürer | SED                                   | Karl Grünheid                                                               | SED    |
| Stellvertretender Vorsitzender der Staatlichen Plankommission | Kurt Fichtner ab 14. Februar 1974 | SED                                   |                                                                             |        |
| Minister für Grundstoffindustrie                              | Klaus Siebold | SED                                   | Wolfgang Mitzinger                                                          | SED    |
| Minister für Materialwirtschaft                               | Manfred Flegel bis 14. Februar 1974 | NDPD                                  | Erich Haase                                                                 | SED    |
| Minister für Materialwirtschaft                               | Wolfgang Rauchfuß | SED                                   | Erich Haase                                                                 | SED    |
| Minister für Erzbergbau und Metallurgie                       | Kurt Singhuber | SED                                   | Hugo Meiser                                                                 | SED    |
| Minister für Chemische Industrie                              | Günther Wyschofsky | SED                                   | Karl Kaiser bis Januar 1975                                                 | SED    |
| Minister für Chemische Industrie                              | Günther Wyschofsky | SED                                   | Guido Quaas ab Januar 1975                                                  | SED    |
| Minister für Elektrotechnik und Elektronik                    | Otfried Steger | SED                                   | Karl Nendel                                                                 | SED    |
| Minister für Schwermaschinen- und Anlagenbau                  | Gerhard Zimmermann | SED                                   | Wolfgang Greß                                                               | SED    |
| Minister für Verarbeitungsmaschinen- und Fahrzeugbau          | Rudi Georgi | SED                                   |                                                                             |        |
| Minister für Leichtindustrie                                  | Johann Wittik bis 22. November 1972 Karl Bettin | SED                                   | Horst Werner ab 1972                                                        | SED    |
| Minister für Bezirksgeleitete und Lebensmittelindustrie       | Erhard Krack bis 14. Februar 1974 | SED                                   | Udo-Dieter Wange bis 1971                                                   | SED    |
| Minister für Bezirksgeleitete und Lebensmittelindustrie       | Udo-Dieter Wange | SED                                   | Heinz Block ab 1972                                                         | SED    |
| Minister für Wissenschaft und Technik                         | Günter Prey bis 14. Februar 1974 Herbert Weiz | SED                                   | Klaus Stubenrauch                                                           | SED    |
| Minister für Handel und Versorgung                            | Günter Sieber bis 22. November 1972 Gerhard Briksa | SED                                   | Kurt Lemke                                                                  | SED    |
| Minister für Bauwesen                                         | Wolfgang Junker | SED                                   |                                                                             |        |
| Minister für Außenwirtschaft                                  | Horst Sölle | SED                                   | Gerhard Beil                                                                | SED    |
| Vorsitzender des Komitees der Arbeiter-und-Bauern-Inspektion  | Heinz Matthes | SED                                   | Albert Stief                                                                | SED    |
| Vorsitzender des Staatlichen Vertragsgerichts                 | Manfred Flegel ab 14. Februar 1974 | NDPD                                  |                                                                             |        |
| Minister für Gesundheit                                       | Ludwig Mecklinger | SED                                   | Hermann Tschersich                                                          | SED    |
| Minister für Justiz                                           | Kurt Wünsche bis 16. Oktober 1972 | LDPD                                  | Herbert Kern ab April 1974                                                  | SED    |
| Minister für Justiz                                           | Hans-Joachim Heusinger | LDPD                                  | Herbert Kern ab April 1974                                                  | SED    |
| Minister für Geologie ab 1. Juli 1974                         | Manfred Bochmann | SED                                   | Wolfgang Gotte                                                              | SED    |
| Minister für Post und Fernmeldewesen                          | Rudolph Schulze | CDU                                   | Richard Serinek bis 1972                                                    | SED    |
| Minister für Verkehrswesen                                    | Otto Arndt | SED                                   | Heino Weiprecht                                                             | SED    |
| Minister für Umweltschutz und Wasserwirtschaft                | Werner Titel † 25. Dezember 1971 | DBD                                   |                                                                             |        |
| Minister für Umweltschutz und Wasserwirtschaft                | Hans Reichelt ab 9. März 1972 | DBD                                   | Johannes Rochlitzer                                                         | SED    |
| Minister für Land-, Forst- und Nahrungsgüterwirtschaft        | Georg Ewald † 14. September 1973 | SED                                   | Heinz Kuhrig                                                                | SED    |
| Minister für Land-, Forst- und Nahrungsgüterwirtschaft        | Heinz Kuhrig ab 3. Oktober 1973 | SED                                   |                                                                             |        |
| Minister für Staatssicherheit                                 | Erich Mielke | SED                                   | Bruno Beater 1. Stellvertreter des Ministers                                | SED    |
| Leiter der Staatlichen Zentralverwaltung für Statistik        | Arno Donda | SED                                   |                                                                             |        |
| Leiter des Amtes für Preise                                   | Walter Halbritter | SED                                   |                                                                             |        |

Provisorische Regierung der DDR (1949–1950) |
1950–1954 |
1954–1958 |
1958–1963 |
1963–1967 |
1967–1971 |
1971–1976 |
1976–1981 |
1981–1986 |
1986–1989 |
Regierung Modrow (1989–1990) |
Regierung de Maizière (1990)